# Poohbook
Poohbook è l'ottava raccolta dei Pooh, composta da sei cd, suddivisi cronologicamente. I primi quattro vennero pubblicati nel 1993, i restanti due nel 1995.
Insieme ai 6 cd, nel set è compreso un libretto fotografico con i testi di tutte le canzoni.
Il primo cd è stato successivamente ristampato nel 1998 in versione album singolo con il titolo di Un minuto prima dell'alba.
In questa raccolta sono presenti 2 canzoni mai edite su supporto Cd:
- Forse natale, una canzone composta dai Pooh nel dicembre 1985 durante il tour australiano. Era stata inclusa in una raccolta natalizia di artisti vari (E le stelle stanno a cantare), ma senza essere mai stata stampata precedentemente in un disco del gruppo.
- Una versione a quattro voci accompagnate solo dal pianoforte di Ancora tra un anno proposta durante la data di Pavia del tour di acustica.

## Tracce
Volume 1 (1966-1970)
1. Vieni Fuori (Keep on Runnin)
2. Quello che non sai (Rag Doll)
3. Brennero '66
4. Per quelli come noi
5. La solita storia
6. Nel Buio (I looked in the mirror)
7. In silenzio
8. Piccola Katy
9. E dopo questa notte
10. Buonanotte Penny
11. Mary Ann

Volume 2 (1971-1975)
1. Tanta voglia di lei
2. Pensiero
3. The suitcase (Tutto alle tre)
4. Nascerò con te
5. Cosa si può dire di te
6. Noi due nel mondo e nell'anima
7. Io e te per altri giorni
8. Infiniti noi
9. Lettera da Marienbad
10. Per te qualcosa ancora
11. Se sai, se puoi, se vuoi
12. E vorrei
13. Eleonora mia madre
14. Mediterraneo (Strumentale)
15. Un posto sulla strada

Volume 3 (1976-1980)
1. Linda
2. Pierre
3. La Gabbia (strumentale)
4. Dammi solo un minuto
5. In diretta nel vento
6. Risveglio (Strumentale)
7. Ci penserò domani
8. Pronto buongiorno è la sveglia
9. Cercami
10. Giorno per giorno
11. L'Ultima notte di caccia
12. Io sono vivo
13. Notte a sorpresa
14. Hurricane
15. Canterò per te

Volume 4 (1981-1985)
1. Chi fermerà la musica
2. Dove sto domani
3. Buona Fortuna
4. Siamo tutti come noi
5. Non siamo in pericolo
6. Anni senza fiato
7. Lettera da Berlino Est
8. Tropico del Nord
9. Cosa dici di me
10. Happy Christmas
11. La mia donna
12. Stella del sud
13. Io vicino, Io lontano
14. Se nasco un'altra volta
15. Se c'è un posto nel tuo cuore

Volume 5 (1986-1990)
1. Giorni Infiniti
2. L'altra parte del cielo
3. Venti
4. Goodbye
5. Forse natale
6. Per te domani
7. Santa Lucia
8. Città di donne
9. Che vuoi che sia
10. Senza frontiere
11. La ragazza con gli occhi di sole
12. Concerto per un'oasi (strumentale)
13. Napoli per noi
14. L'altra donna
15. Uomini soli

Volume 6 (1991-1995)
1. Banda nel vento
2. Il cielo è blu sopra le nuvole
3. Stare senza di te
4. 50 Primavere
5. Maria Marea
6. Le canzoni di domani
7. Tu dove sei
8. Parsifal (1ª parte)
9. Parsifal (2ª parte)
10. Senza musica, senza parole
11. La luna ha vent'anni
12. E non serve che sia Natale
13. Giulia si sposa
14. Buonanotte ai suonatori
15. Ancora tra un anno

## Formazione
- Roby Facchinetti - voce, pianoforte, tastiera
- Dodi Battaglia - voce, chitarra
- Stefano D'Orazio - voce, batteria, percussioni
- Red Canzian - voce, basso